# Švýcarská hokejová reprezentace do 20 let
Švýcarská hokejová reprezentace do 20 let je výběrem nejlepších švýcarských hráčů ledního hokeje v této věkové kategorii. Mužstvo je účastníkem elitní skupiny juniorského mistrovství světa, ve které startovalo poprvé v roce 1978, ale několikrát z ní sestoupilo.
Největším úspěchem týmu byla bronzová medaile na šampionátu 1998.

## Účast v elitní skupiněmistrovství světa
| MS       | Místo konání                                                                       | Umístění                                                          |
| -------- | ---------------------------------------------------------------------------------- | ----------------------------------------------------------------- |
| MSJ 1978 | Kanada (Montréal, Québec, Hull)                                                    | 8. místo (sestup)                                                 |
| MSJ 1980 | Finsko (Helsinky), Vantaa)                                                         | 8. místo (sestup)                                                 |
| MSJ 1982 | USA (New Ulm, Rochester, Duluth, Minneapolis) a Kanada (Winnipeg, Kenora, Brandon) | 8. místo (sestup)                                                 |
| MSJ 1984 | Švédsko (Norrköping, Nyköping)                                                     | 8. místo (sestup)                                                 |
| MSJ 1986 | Kanada (Hamilton)                                                                  | 7. místo                                                          |
| MSJ 1987 | Československo (Piešťany, Nitra, Trenčín, Topoľčany)                               | 6. místo (sestup - pořadí ovlivněno diskvalifikací Kanady a SSSR) |
| MSJ 1991 | Kanada (Saskatoon, Regina)                                                         | 7. místo                                                          |
| MSJ 1992 | Německo (Füssen, Kaufbeuren)                                                       | 8. místo (sestup)                                                 |
| MSJ 1994 | Česko (Ostrava, Frýdek-Místek)                                                     | 8. místo (sestup)                                                 |
| MSJ 1996 | USA (Boston, Amherst, Marlboro)                                                    | 9. místo                                                          |
| MSJ 1997 | Švýcarsko (Ženeva, Morges)                                                         | 7. místo                                                          |
| MSJ 1998 | Finsko (Helsinky, Hämeenlinna)                                                     | Bronzová medaile                                                  |
| MSJ 1999 | Kanada (Winnipeg, Brandon)                                                         | 9. místo                                                          |
| MSJ 2000 | Švédsko (Skellefteå, Umeå)                                                         | 6. místo                                                          |
| MSJ 2001 | Rusko (Moskva, Podolsk)                                                            | 6. místo                                                          |
| MSJ 2002 | Česko (Pardubice, Hradec Králové)                                                  | 4. místo                                                          |
| MSJ 2003 | Kanada (Halifax, Sydney)                                                           | 7. místo                                                          |
| MSJ 2004 | Finsko (Helsinky, Hämeenlinna )                                                    | 8. místo                                                          |
| MSJ 2005 | USA (Grand Forks, Thief River Falls)                                               | 8. místo                                                          |
| MSJ 2006 | Kanada (Vancouver, Kelowna, Kamloops)                                              | 7. místo                                                          |
| MSJ 2007 | Švédsko (Leksand, Mora)                                                            | 7. místo                                                          |
| MSJ 2008 | Česko (Pardubice, Liberec)                                                         | 9. místo (sestup)                                                 |
| MSJ 2010 | Kanada (Saskatoon, Regina)                                                         | 4. místo                                                          |
| MSJ 2011 | USA (Buffalo)                                                                      | 5. místo                                                          |
| MSJ 2012 | Kanada (Calgary, Edmonton)                                                         | 8. místo                                                          |
| MSJ 2013 | Rusko (Ufa)                                                                        | 6. místo                                                          |
| MSJ 2014 | Švédsko (Malmö)                                                                    | 7. místo                                                          |
| MSJ 2015 | Kanada (Montreal, Toronto)                                                         | 9. místo                                                          |
| MSJ 2016 | Finsko (Helsinky)                                                                  | 9. místo                                                          |
| MSJ 2017 | Kanada (Montreal, Toronto)                                                         | 7. místo                                                          |
| MSJ 2018 | USA (Buffalo)                                                                      | 8. místo                                                          |
| MSJ 2019 | Kanada (Vancouver, Victoria)                                                       | 4. místo                                                          |
| MSJ 2020 | Česko (Ostrava, Třinec)                                                            | 5. místo                                                          |
| MSJ 2021 | Kanada (Edmonton)                                                                  | 9. místo                                                          |
| MSJ 2022 | Kanada (Edmonton, Red Deer)                                                        | 8. místo                                                          |
| MSJ 2023 | Kanada (Halifax, Moncton)                                                          | 7. místo                                                          |
| MSJ 2024 | Švédsko (Göteborg)                                                                 | 7. místo                                                          |
| MSJ 2025 | Kanada (Ottawa)                                                                    | 8. místo                                                          |

## Bronzový výběr 1998[1]
David Aebischer, Marco Bührer - Ralph Bundi, Patrick Fischer, Alain Reist, Julien Vauclair, Jan von Arx, Marc Werlen, Markus Wüthrich - Alex Chatelain, Björn Christen, Flavien Conne, Sven Lindemann, Michel Mouther, Laurent Müller, Marc Reichert, Michel Riesen, Sandro Rizzi, Mario Schocher, René Stüssi, Adrian Wichser, Thomas Ziegler.

## Hráči ocenění na turnajích MS "20"
- 1991 - Pauli Jaks (nejlepší brankář, All star tým)
- 1997 - Mark Streit (All star tým)
- 1998 - David Aebischer (nejlepší brankář)
- 2003 - Patrik Bärtschi (nejproduktivnější hráč)
- 2010 - Benjamin Conz (nejlepší brankář, All star tým) a Nino Niederreiter (All star tým)
- 2019 - Philipp Kurashev (All star tým)

## Individuální rekordy na MSJ
(pouze elitní skupina)

### Celkové
Utkání: 26, Björn Christen (1997, 1998, 1999, 2000)
Góly: 11, Patrik Bärtschi (2002, 2003, 2004)
Asistence: 11, Patrik Bärtschi (2002, 2003, 2004)
Body: 22, Patrik Bärtschi (2002, 2003, 2004)
Trestné minuty: 62, Thomas Nüssli (2000, 2001, 2002)
Vychytaná čistá konta: 2, Michael Tobler (2004, 2005)
Vychytaná vítězství: 7, David Aebischer (1997, 1998)

### Za turnaj
Góly: 6, Peter Jaks (1986), Patrik Bärtschi (2003) a Nino Niederreiter (2010)
Asistence: 7, Matthias Bieber (2006)
Body: 10, Patrik Bärtschi (2003) a Nino Niederreiter (2010)
Trestné minuty: 40, Mathias Seger (1996)
Vychytaná čistá konta: 2, Michael Tobler (2005)
Vychytaná vítězství: 4, David Aebischer (1998)

## Souhrn výsledků v nižší divizi
Celek se několikrát ocitl i v druhé výkonnostní skupině MS, do roku 2000 označované jako B-skupina - dnes nese název 1. divize.
- 1979 – 1. místo v B skupině (postup)
- 1981 – 1. místo v B skupině (postup)
- 1983 – 1. místo v B skupině (postup)
- 1985 – 1. místo v B skupině (postup)
- 1988 – 3. místo v B skupině
- 1989 – 2. místo v B skupině
- 1990 – 1. místo v B skupině (postup)
- 1993 – 1. místo v B skupině (postup)
- 1995 – 1. místo v B skupině (postup)
- 2008 – 1. místo v jedné ze dvou skupin I. divize (postup)